# Сиратака (минный заградитель)
«Сиратака» (яп. 白鷹) — средний минный заградитель Японского Императорского флота, участвовавший в японо-китайской войне (1937—1945) и Второй мировой войны. Первый в мире сетевой заградитель специальной постройки.
Из-за нестандартной конфигурации корпуса, в отличие от прочих японских военный кораблей, нёс два изображения императорского герба на носу.

## История корабля
Программой 1923 года предусматривалось выделение ассигнований на постройку минного заградителя водоизмещением в 3 тысячи (H1, будущий «Ицукусима») и сетевого заградителя в 5 тысяч тонн (H2) соответственно, в дополнение к устаревшим «Асо», и «Токива», бывшим броненосным крейсерам. При разработке нового корабля (который должен был нести либо до 100 мин «Тип 5», либо 6 противолодочных / противоторпедных сетей) учитывался опыт Первой мировой войны, в частности борьбы с германскими подводными лодками.
В связи с ограничениями бюджета, а также в соответствии с условиями Вашингтонского соглашения, первоначальные планы были несколько урезаны, а «Сиратаке» предстояло стать универсальным заградителем.
Минзаг был спущен на воду на верфи компании Tokyo Ishikawajima 25 января 1929 г. и вошёл в строй 9 апреля того же года.

## Боевое применение
После ввода в строй, «Сиратака» был назначен в военно-морской округ Куре. Во второй половине 1934 года, после «Инцидента Томодзуру», на верфи военно-морского арсенала Куре было начато переоборудование корабля с целью улучшения остойчивости (в частности, были установлены дополнительные 250 тонн балласта и более низкие мостик и труба), затянувшееся до мая 1936.
После инцидента на Лугоуцяо и начала японо-китайской войны (1937—1945) в августе 1937 «Сиратака» приступил к патрулированию побережья Китая. С 1 декабря 1937 подчинён 1-му особому базовому отряду 3-го флота (Шанхай).
В ноябре 1940 переоборудован на базе Оминато в эскортный корабль (сняты 2 орудия и минное вооружение, на корме установлены 36 глубинных бомб, надстройки вновь перепланированы для компенсации изменившейся остойчивости, укорочены дымовые трубы) и 1 декабря 1941 переподчинён непосредственно 3-му флоту под верховным командованием адмирала Ибо Такахаси.
К моменту нападения на Пёрл-Харбор в декабре 1941 года, «Сиратака», базировавшийся на Такао (Тайвань), участвовал в «Операции M», (вторжении на северную часть Филиппин). В январе 1942 переведён на Ост-Индский ТВД, где участвовал в поддержке японских десантов на острова Таракан и Баликпапан (Борнео), а 27 февраля также в бою в Зондском проливе.
10 марта того же года переподчинён 21-му особому базовому отряду вице-адмирала Нобутакэ Кондо (Южный экспедиционный флот и базировался на Сурабаю. С 1 августа в составе 8-го флота (вице-адмирал Гунъити Микава); в ноябре сопровождал конвои на острова Шортленд и Бугенвиль. К концу года базировался на Вевак. 20 февраля 1943, будучи в составе конвоя, следовавшего к архипелагу Бисмарка, был безуспешно атакован американской ПЛ «Albacore». Далее вновь участвовал в сопровождении конвоем между Палау, Новой Гвинеей и Соломоновыми островами до февраля 1944, (будучи с 15 ноября 1943 уже подчинённым 9-му флоту).
С 22 марта 1944 «Сиратака» проходил переоснащение в Куре, были установлены радар (вероятно, Тип 22), сонар; 25-мм зенитная пушка Тип 96, 120-мм пушка заменена на 76,2-мм/L40 зенитку Тип 3, количество глубинных бомб увеличено до 36.
С 5 апреля 1944 в составе Эскортного флота (адмирал Косиро Оикава).
С 21 апреля по 20 мая 1944 был флагманом эскорта конвоя «Такэ Ити», (следовавшего из Шанхая в Манилу и далее к острову Хальмазера и обратно); несмотря на разгром конвоя, сам «Сиратака» не пострадал. Вернувшись в июне из Манилы в Модзи, далее сопровождает конвой Хи-67 в Манилу и Сингапур (с 20 июня по 9 июля 1944), Хи-68 (с 20 июля) и следовавший на Окинаву Mo-05 (с 5 августа).
19 августа в составе конвоя «Mi-15» вышел из Модзи в Мири (Саравак). 31 августа при следовании Лусонским проливом, конвой был атакован американскими ПЛ «Queenfish», «Sealion» и «Growler», потопившими несколько транспортов. Во время входа в канал Баши в 07:30 «Сиратака» был поражён двумя торпедами (из трёх) выпущенных подводной лодкой «Sealion», и в 11:15 затонул в районе 21°05′ с. ш. 121°26′ в. д.. Весь экипаж, включая командира корабля, капитан 1-го ранга Такахиде Мики (посмертно произведен в чин контр-адмирала) погиб.
Вычеркнута из списков военно-морского флота 10 октября 1944 года.